# Rien
Pour les articles homonymes, voir Rien (homonymie).
Selon le contexte de son emploi, rien est soit le néant, soit quelque chose, soit le vide. Même si rien ne désigne rien il peut designer une action non faite : "il n'a rien fait".

## Étymologie
Étymologiquement, le mot rien est issu du latin rem, accusatif du nom féminin res, la « chose ». Ne rien (faire) signifie ne pas (faire) quelque chose. Le mot étant principalement utilisé dans des tournures négatives, un glissement sémantique de « chose » à « aucune chose » s'est opéré, comme pour les mots personne, aucun, jamais, etc .

## Utilisation
Dans une phrase, rien peut avoir un rôle de pronom, de nom ou d'adverbe.

### Utilisation pronominale
Par son utilisation récurrente avec l'adverbe négatif ne, le pronom indéfini rien a pris en français moderne le sens négatif de « nulle chose » :
- « Je n'ai rien à vous dire. »
- « Le témoin n'a rien vu. » (il n'a vu aucune chose)
- « Mais cet homme n'a rien fait ! » (il n'a fait aucune chose)

Mais en dehors du contexte négatif de cet adverbe, il reprend son sens originel de « quelque chose » :
- « Il fut incapable de ne rien dire »
- « Il est parti de rien, de moins que rien ! Le voilà maintenant prospère » (soit une belle progression !)
- « Parler beaucoup sans rien dire d'important » (sans dire quelque chose d'important).

### Utilisation nominale
En tant que nom (masculin), rien voit sa signification diminuer, puisqu'il représente « une chose de peu d'importance, une bagatelle »:
- Un rien l'habille (ou un rien ne l'habille)
- Être dérangé pour un rien
- Ils se disputent pour des riens
- De nos jours, ce n’est pas rien de concilier le travail et la vie de famille (c'est un exploit diront même certains)

### Utilisation adverbiale
Comme adverbe, rien peut signifier « seulement » :
- « Tu peux prendre une part du gâteau, rien qu'une ! » (à dire à un gourmand si l'on veut qu'il en reste pour les autres)
- « Qui est-ce ? Oh, ce n'est rien que toi ! »

voire « très », comme dans :
- « Il est rien beau » ( Il est très beau)

## Contexte religieux
Citant les Actes des Apôtres 9:8 : 

« Saul se releva de terre, et, quoique ses yeux fussent ouverts, il ne voyait rien; on le prit par la main, et on le conduisit à Damas. »

Où Dieu venait de s'adresser directement à Paul de Tarse, tombé à terre d'émoi, afin qu'il cesse sa persécution des Chrétiens, Maitre Eckhart écrit : 

« Paul fut relevé de terre, et ses yeux ayant été ouverts, il voyait rien. »
 Il me semble, que ce petit mot (le rien, le néant que voit Paul) a quatre significations :
• La 1re : quand il se releva de terre, les yeux ouverts, il vit le néant et ce néant était Dieu.
• La 2e : lorsqu'il se releva, il ne vit rien d'autre que Dieu.
• La 3e : en toutes choses, il ne vit rien d'autre que Dieu.
• La 4e : quand il vit Dieu, il vit toutes choses comme un néant. »

## Apparition en littérature
Il a été étudié par l'humoriste Raymond Devos dans « Parler pour ne rien dire » :
« [...] si on peut trouver moins cher, c'est que rien vaut déjà quelque chose !
On peut acheter quelque chose avec rien ! En le multipliant !
Une fois rien... c'est rien !
Deux fois rien... c'est pas beaucoup !
Pour trois fois rien on peut déjà acheter quelque chose !... Et pour pas cher ! »

« Rien » est aussi la réponse à une devinette véhiculée notamment au début des années 2000 par Bernard Werber : 
« Qu'est ce qui est mieux que Dieu,
pire que le diable,
les pauvres en ont,
les riches en ont besoin,
si on en mange, on meurt ? »
À la date du 14 juillet 1789, Louis XVI écrit « Rien » dans son journal. Cette mention ne signifie toutefois pas qu’il est indifférent à la prise de la Bastille, mais qu'il n'a pas chassé ce jour-là ; elle apparaît très souvent dans son journal, même lorsque des événements importants se déroulent le même jour.

## Dans l'art moderne et dans l'art contemporain
Les artistes du XXe siècle se sont risqués à « rien ». Marcel Duchamp ouvre la voie en 1917 à New York, en proposant d'exposer sa Fontaine, un objet sur lequel il n'a rien fait. Yves Klein organisera en avril 1958 à la galerie Iris Clert à Paris une exposition où il n'y aura rien à voir. Les artistes Hauser, Aloïse, Van Genk, Wölfi, Borneyvski travaillent ou ont travaillé « sur rien ». 4′33″ est un morceau de musique de John Cage où l'on ne joue rien pendant quatre minutes et trente-trois secondes. Au Centre national d'art et de culture Georges-Pompidou l'exposition « Vides, une rétrospective » qui s'est déroulée du 24 février au 24 mars 2009 a présenté une série de galeries où il n'y avait absolument rien.

## Prénom
- Rien Morris, homme politique marshallais.